# Gunnar Berg (komponist)
 Der er flere personer med dette navn, se Gunnar Berg.
Gunnar Berg (født 11. januar 1909 i St. Gallen i Schweiz, død 25. august 1989 Bern i Schweiz) var en dansk komponist og pianist. Født i Schweiz og boede siden der og i Paris i flere perioder.
Berg var en outsider i det danske musikliv. Han var kompromisløs som komponist og hans musik blev (og bliver stadig) betragtet som utilgængelig og svært forståelig. En af Bergs franske venner, Jean-Etienne Marie, skriver i et personligt portræt af Gunnar Berg: ”Det er bestræbelsen efter at finde en tones, en pauses autenticitet, der får ham til at bryde eller snarere at gå uden om enhver social konvention: Han ville drikke mælk, selv hos en vinbonde … Det linierede papir, han har taget ud af mappen, er ham et klosterregulativ, der isolerer ham med hele hans ansvarlighed som menneske og omfavner ham med den stilhed, som han skal forme med forestillede lyde.”
Gunnar Berg skrev selv i 1969 i et koncertprogram: "Den absolutte frihed er ingen frihed. Amelodik betinges af melodi. Arytme er rytmisk bevægelse. Atonalitet er uden lyd, thi lyde vil skabe tonalitet. Kunstværkets strenghed er ikke enkel, er ikke kompleks. Strenghed er alt i begrænsning."
Han begyndte først sent at spille klaver for alvor, og skabte sig ikke en større karriere som pianist. Han var heller ikke underviser, så han levede hele livet i trange kår. Han blev i perioder understøttet økonomisk af folk, der troede på hans muligheder, bl.a. Aage Damgaard, der stillede et hus til hans rådighed, bestilte klaverkoncerten Uculang til sin 50-års fødselsdag i 1967 og fik den opført i sin cirkulære fabriksbygning i Herning. Også komponisten og konservatorielederen Tage Nielsen og DR's musikchef Mogens Andersen gjorde deres til at udbrede kendskabet til Bergs musik.
Fra 1936 studerede han klaver hos Herman D. Koppel og Elisabeth Jürgens. I årene 1948-1957 var han bosat i Paris. Han studerede bl.a. hos Arthur Honegger i Paris og kom ind i kredsen omkring Olivier Messiaen. I 1950 skrev han (vistnok som den første dansker) et stykke tolvtonemusik, og i 1952 deltog han som den første dansker i de berømte sommerkurser for ny musik i Darmstadt (Darmstädter Ferienkurse). Siden komponerede Berg efter sin egen fortolkning af den serielle teknik. I 1952 giftede han sig med den franske pianist Béatrice Duffour, som siden spillede hans klavermusik og indspillede den på plade. Fra 1957-1980 var parret bosat i Danmark og rejste bl.a. rundt på højskoler og gymnasier og spillede Gunnar Bergs musik. Beatrice Berg døde i 1976 og fra 1980 til sin død boede Berg i Schweiz.

## Værker
- Fantaisie (klaver 1936)
- Toccata-Interludium-Fuga (klaver 1938)
- 10 Japanische Holzschnitte (sang og klaver 1938)
- Feldspath-suiten (1943)
- Klaversonaten (1947)
- Pastourelles for solo fløjte (1950)
- Suite pour violoncelle seule (1950)
- Cosmogonie (2 klaverer 1952)
- Essai acoustique (klaver og orkester 1954)
- El triptico gallego (1957)
- Gaffky’s 1-10 (1958?)
- Pour piano et orchestre (1959)
- Pour Clarinette et Violon (1959)
- Spoon River (1959)
- Frise I-VII (klaver og orkester 1961)
- Uculang (klaver og orkester 1967)
- Random (slagtøj og cello 1968)
- Tronque (1969)
- Aria for fløjte og orkester (1981)
- Det sølverne bryllup (fløjte, harpe og violin 1975)
- Aria (fløjte 1981)
- Graphos (orkester og sang 1987)
- Éclatements (klaver)
- Mutationen (orkester)
- Passacaglia (orkester)
- Essai Accoustique (klaver og orkester)